# Electrobisium acutum
Electrobisium acutum är en spindeldjursart som beskrevs av Cockerell 1917. Electrobisium acutum ingår i släktet Electrobisium och familjen dvärgklokrypare. Inga underarter finns listade i Catalogue of Life.